# Landschaftsschutzgebiet Oevinghauser Wald und Ruhrtal
Das Landschaftsschutzgebiet Oevinghauser Wald und Ruhrtal mit 262 ha Flächengröße liegt östlich von Wickede (Ruhr) im Kreis Soest. Das Gebiet wurde 2006 mit dem Landschaftsplan V Ense-Wickede durch den Kreistag als Landschaftsschutzgebiet (LSG) ausgewiesen. Der Großteil der Fläche liegt in der Gemeinde Ense, während nur ein Teil im Nordwesten zu Wickede gehört. Das LSG geht bis an den Siedlungsrand von Wickede. Nur ein kleinerer Teilbereich liegt südlich der Ruhr. Das LSG grenzt an das Naturschutzgebiet Ruhraue (Kreis Soest) an. Das LSG wird von der Bundesautobahn 45 zerschnitten.

## Beschreibung
Das LSG umfasst den Oevinghauser Wald mit dem sich daran anschließenden Ruhrtal mit Ackerflächen und Grünland zwischen Wickede, Echthausen und Waltringen. Im Norden wird das Gebiet durch den Verlauf der Gemeindegrenze von Ense bestimmt. Die südliche Grenze orientiert sich an der dortigen Bahnstrecke.

## Schutzzweck
Die Ausweisung erfolgte wie bei anderen LSGs im Landschaftsplangebiet zur Erhaltung oder Wiederherstellung  der Leistungsfähigkeit des Naturhaushaltes; wegen der Vielfalt, Eigenart oder Schönheit des Landschaftsbildes oder wegen ihrer besonderen Bedeutung für die Erholung.
Für das LSG wurde speziell als Schutzzweck aufgeführt:
- Besonderen Bedeutung als Vernetzungskorridor zum angrenzenden Naturschutzgebiet „Ruhraue“, das im Rahmen der FFH-Richtlinie als innerhalb der Europäischen Gemeinschaft besonders schutzwürdiger Bereich ausgewiesen ist.
- Naturnahe Laubmischwaldbereiche und weiträumigen Terrassen- und Talräume ausgestatteter Landschaftsraum.
- Hohe Wert für eine landschaftsbezogene Naherholung.

## Rechtliche Vorschriften
Wie in den anderen Landschaftsschutzgebieten im Landschaftsplangebiet besteht im LSG ein Verbot, Bauwerke zu errichten. Die Untere Naturschutzbehörde kann Ausnahme-Genehmigungen für Bauten aller Art erteilen. Wie in den anderen Landschaftsschutzgebieten besteht im LSG ein Verbot, Weihnachtsbaum-, Schmuckreisig- und Baumschul-Kulturen anzulegen. Es ist z. B. auch verboten, Bäume, Sträucher, Hecken, Feld- oder Ufergehölze zu beseitigen oder zu schädigen.
Für das LSG wurde zwei Gebot festgelegt:
- Die Waldflächen sollen möglichst naturnah bewirtschaftet werden. Alt- und Totholzanteile für die Zerfallsphase im Wald sollen erhalten werden. Ebenso sollen Nebenbaumarten und die Strauchschicht erhalten werden.
- Es soll eine Wilddichte angestrebt werden, welche die natürliche Waldentwicklung nicht beeinträchtigt.